# Allons à Lafayette

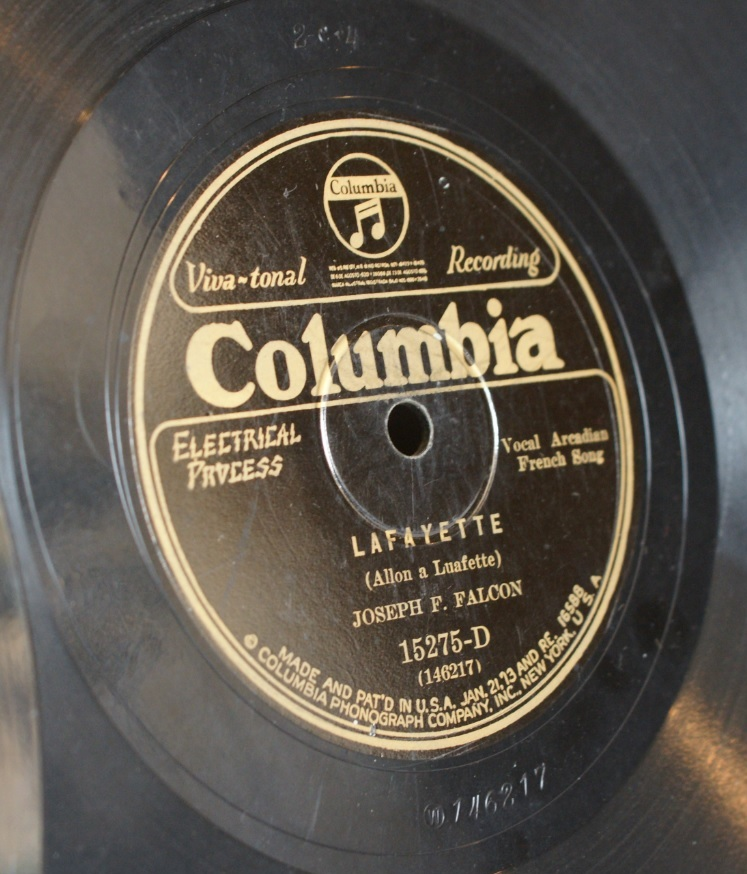
Columbia Records. "Lafayette (Allon a Luafette)"

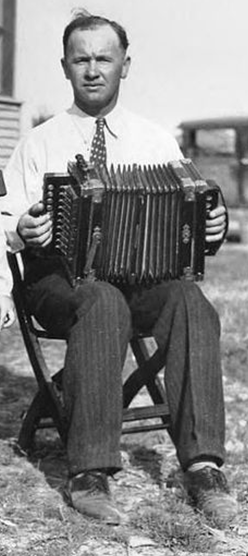
Joe Falcon in 1934

Allons à Lafayette is een standaardliedje in de cajunmuziek. Het was onder de titel Lafayette de eerste commerciële opname van cajunmuziek in 1928. Het werd uitgevoerd door Joe Falcon en Cleoma Breaux.

## Eerste opname
Joe Falcon baseerde het nummer op de melodie van de cajuntraditional Jeunes gens campagnard, een nummer dat hij kende uit zijn kindertijd. Zoals veel cajunmuziek heeft Allons à Lafayette een repetitieve structuur en een klagende toon. Hij veranderde de woorden zodat het liedje een voor de tijd stoute lading kreeg. In het nummer is een man verliefd op een mooi meisje met een slechte reputatie. Hij zal haar meenemen naar Lafayette om daar haar naam te veranderen (d.i. met haar trouwen). Voor de opname hadden Falcon en Breaux het nummer al op talloze optredens gespeeld.
Columbia Records, dat in 1926 Okeh Records had overgenomen, was geïnteresseerd in de country- en hillbilly-muziek uit het Amerikaanse zuiden. Ze zetten opnamestudio's op in verschillende steden in het zuiden om daar lokaal talent op te nemen. George Burr, net als Falcon afkomstig uit Rayne (Louisiana), kende de muziek van Falcon en Breaux en regelde een auditie in New Orleans. Hij stelde zich garant voor de verkoop van 500 exemplaren van de single. Leon Meche vergezelde Falcon en Breaux als zanger maar kreeg op het laatste moment plankenkoorts. Hierop nam Breaux de zangpartij voor haar rekening. Ze speelde ook gitaar terwijl Falcon diatonische accordeon speelde.

### Single
Allons à Lafayette werd gekozen als B-kant, terwijl de wals La valse quie ma porter a ma fasse (La valse qui m'a portée à ma fosse / The Waltz that carried me to my Grave) de A-kant was. Op de single kreeg het nummer de naam Lafayette, met als ondertitel de fonetische transcriptie Allon a Luafette. Het werd geadverteerd als een Arcadian French Song. De single van Columbia was een redelijk verkoopsucces met 19.249 verkochte exemplaren in het zuiden van Louisiana en het zuidoosten van Texas. Mensen kochten vaak verschillende exemplaren, omdat de naald van de grammofoons de platen snel versleet. Twee jaar later werd de single opnieuw uitgegeven door Okeh Records. Door het succes van deze single werd al snel meer cajunmuziek opgenomen. 

## Navolging
In 1946 werd Allons à Lafayette opgenomen voor Gold Star door Harry Choates, die kort ervoor een lokale hit had gestoord met Jolie blonde. In Harry Choates' versie werd voor het eerst de accordeon vervangen door een viool. De muziek van Choates was beïnvloed door de toen populaire Western swing.
Daarna werd het nummer opgenomen en gespeeld door talrijke cajunmuzikanten en -groepen, zoals Jimmy C. Newman, Beausoleil en Hunter Hayes. Het werd ook opgenomen onder de titel Lafayette Two-step. 
De Nederlandse cajun- en zydecogroep Captain Gumbo had in 1991 een hit met hun versie van Allons à Lafayette. Het nummer stond 4 weken in de Nederlandse Top 40 met plaats 32 als hoogste notering.

## Erkenning
In 2007 werd het nummer geregistreerd door de National Recording Preservation Board. In 2013 werd het nummer opgenomen in de Grammy Hall of Fame. En de versie van Joe Falcon en Cleoma Breaux  kreeg wereldwijde aandacht door het opnemen van dit nummer in de lijst 1001 Songs You Must Hear Before You Die van Rate Your Music.